# Конюга мала
Конюга мала (Aethia pygmaea) — невеликий морський птах з родини алькових. Має відносно невеликий ареал гніздування. Гніздиться лише навколо Алеутських островів і деяких островів Сибіру. Це один з найменших птахів у родині. Лише його близький родич конюга-крихітка (Aethia pusilla) менший за розміром. Англійська назва птаха «англ. whiskered auklet» походить від зовнішньої особливості птаха — довгих білих «вусиків» пір'їн на голові під час шлюбного сезону.

## Опис

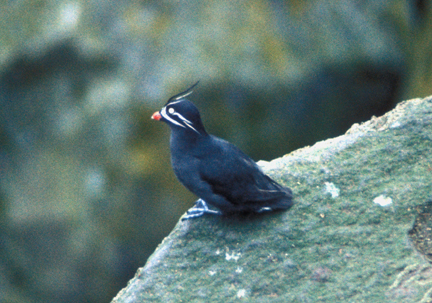

Малі конюги досить погано вивчені. Спочатку цей вид був описаний як два різні види, оскільки екземпляри були взяті з різних кінців території поширення. Однак подальші дослідження показали, що це все ж таки один вид з мінливістю в зовнішності на території свого поширення. Конюги не здійснюють міграцій, живуть осіло на островах цілий рік.
Малі конюги відкладають одне яйце, гніздо роблять в скельній ущелині. Живуть птахи у колоніях з конюгами та іншими морськими колоніальними птахами. Обибдва партнери беруть участь у насиджуванні та вигодовуванні пташенят. «Вусики» допомагають птахам знаходити вхід і вихід з гнізда в темряві.
Малі конюги живляться в прибережній зоні, зазвичай не більше ніж 16 км від берега, де припливні течії збивають їхню здобич до купи. Живляться переважно веслоногими раками упродовж літніх місяців, а взимку і восени переходять на криль.